# Prix littéraires 1987
Liste des prix littéraires décernés au cours de l'année 1987 :

## Prix internationaux
- Prix Nobel de littérature : Joseph Brodsky (États-Unis) écrit en russe[1],[2]
- Grand prix de littérature du Conseil nordique : Herbjørg Wassmo (Norvège) pour Ciel cruel[3]
- Grand prix littéraire d'Afrique noire : Jean-Baptiste Tati Loutard (République du Congo) pour Le Récit de la mort.
- Prix littéraire des Caraïbes : Daniel Maximin (France) pour La Soufrière

## Allemagne
- prix Heinrich-Böll : Ludwig Harig
- Prix Georg-Büchner : Erich Fried
- Prix Friedrich Hölderlin (Bad Homburg) : Peter Härtling

## Belgique
- Prix Victor-Rossel : René Swennen pour Les Trois Frères

## Canada
- Grand prix du livre de Montréal : Gérald Godin pour Ils ne demandaient qu'à brûler
- Prix Athanase-David : Fernand Ouellette
- Prix du Gouverneur général :
  - Catégorie « Romans et nouvelles de langue anglaise » : M. T. Kelly pour A Dream Like Mine
  - Catégorie « Romans et nouvelles de langue française » : Gilles Archambault pour L'obsédante obèse et autres agressions
  - Catégorie « Poésie de langue anglaise » : Gwendolyn MacEwen pour Afterworlds
  - Catégorie « Poésie de langue française » : Fernand Ouellette pour Les Heures
  - Catégorie « Théâtre de langue anglaise » : John Krizanc pour Prague
  - Catégorie « Théâtre de langue française » : Jeanne-Mance Delisle pour Un oiseau vivant dans la gueule
  - Catégorie « Études et essais de langue anglaise » : Michael Ignatieff pour The Russian Album (L'Album russe: un récit)
  - Catégorie « Études et essais de langue française » : Jean Larose pour La Petite Noirceur
- Prix Jean-Hamelin : Jean Éthier-Blais pour Le Désert blanc
- Prix Robert-Cliche : Louise Doyon pour Les Héritiers

## Corée du Sud
- Prix de l'Association des poètes coréens : Lee Seung-hoon pour 당신의 방
- Prix Dong-in : Yoo Jae-yong pour Des coups de feu ont retenti hier
- Prix de littérature contemporaine (Hyundae Munhak) :
  - Catégorie « Poésie » : Lee Suik pour 단순한 기쁨
  - Catégorie « Roman » : Song Yeong pour 친구」「보행규칙 위반자」외
  - Catégorie « Drame » : Oh Tae-yeong pour 전쟁」「트로이얀 테바이
  - Catégorie « Critique » : Park Donggyu pour 한국소설의 전개
- Prix Kim Soo-young : Jang Jung-il pour Méditation sur les hamburgers
- Prix de poésie Sowol : Song Soo-kwon pour 우리 나라의 숲과 새들
- Prix Woltan : Park Je-chun pour Plus loin que les ténèbres
- Prix Yi Sang : Yi Mun-yol pour Notre héros défiguré

## Espagne
- Prix Cervantes : Carlos Fuentes
- Prix Prince des Asturies : Camilo José Cela
- Prix Nadal : Juan José Saer, pour La ocasión
- Prix Planeta : Juan Eslava Galán, pour En busca del Unicornio
- Prix national des Lettres espagnoles : Rosa Chacel
- Prix national de Narration : Luis Mateo Díez, pour La fuente de la edad
- Prix national de Poésie : Francisco Brines, pour El otoño de las rosas
- Prix national d'Essai : José Antonio Maravall (es), pour La literatura picaresca desde la historia social
- Prix national de Littérature infantile et juvénile : Carmen Conde (1907-1996), pour Canciones de nana y desvelo
- Prix Adonáis de Poésie : Francisco Serradilla (es), pour El bosque insobornable
- Prix Anagrama : Carmen Martín Gaite, pour Usos amorosos de la posguerra española
- Prix de la nouvelle courte Casino Mieres : Meliano Peraile, pour Fuentes Fugitivas
- Prix d'honneur des lettres catalanes : Enric Valor i Vives (grammairien et écrivain)
- Journée des lettres galiciennes : Francisca Herrera Garrido
- Prix de la critique Serra d'Or :
  - Dolors Oller, pour La construcció del sentit, essai.
  - Gabriel Ferrater, pour Paper, cartes, paraules, bio-bibliographie — posthume.
  - Mercè Rodoreda, pour La mort i la primavera, roman.
  - Marià Villangómez Llobet (ca), pour Obra completa, poesía, œuvre complète.
  - Francesc Prat i Figueres (ca), pour Larari, recueil de poésie.
  - Carme Gala, pour la traduction de La llengua salvada.
  - María-Dolors Folch et Marià Manent i Cisa, pour la traduction du recueil de poésie Vell país natal, de Wang Wei.

## États-Unis
- National Book Award :
  - Catégorie « Fiction » : Larry Heinemann pour Paco's Story (Paco, son histoire)
  - Catégorie « Essais» : Richard Rhodes pour The Making of the Atomic Bomb
- Prix Hugo :
  - Prix Hugo du meilleur roman : La Voix des morts (Speaker for the Dead) par Orson Scott Card
  - Prix Hugo du meilleur roman court : Gilgamesh in the Outback par Robert Silverberg
  - Prix Hugo de la meilleure nouvelle longue : Permafrost (Permafrost) par Roger Zelazny
  - Prix Hugo de la meilleure nouvelle courte : Tangentes (Tangents) par Greg Bear
- Prix Locus :
  - Prix Locus du meilleur roman de science-fiction : La Voix des morts (Speaker for the Dead) par Orson Scott Card
  - Prix Locus du meilleur roman de fantasy : Soldat des brumes (Soldier of the Mist) par Gene Wolfe
  - Prix Locus du meilleur premier roman : The Hercules Text par Jack McDevitt
  - Prix Locus du meilleur roman court : R&R par Lucius Shepard
  - Prix Locus de la meilleure nouvelle longue : Thor contre Captain America (Thor Meets Captain America) par David Brin
  - Prix Locus de la meilleure nouvelle courte : Le Robot qui rêvait (Robot Dreams) par Isaac Asimov
  - Prix Locus du meilleur recueil de nouvelles : Champagne bleu (Blue Champagne) par John Varley
- Prix Nebula :
  - Prix Nebula du meilleur roman : La Cité des ombres (The Falling Woman) par Pat Murphy
  - Prix Nebula du meilleur roman court : Le Géomètre aveugle (The Blind Geometer) par Kim Stanley Robinson
  - Prix Nebula de la meilleure nouvelle longue : Rachel amoureuse (Rachel in Love) par Pat Murphy
  - Prix Nebula de la meilleure nouvelle courte : À toi pour toujours, Anna (Forever Yours, Anna) par Kate Wilhelm
- Prix Pulitzer :
  - Catégorie « Fiction » : Peter Taylor pour A Summons to Memphis (Rappel à Memphis)
  - Catégorie « Biographie et Autobiographie » : David J. Garrow pour Bearing the Cross: Martin Luther King Jr. and the Southern Christian Leadership Conference
  - Catégorie « Essai » : David K. Shipler pour Arab and Jew: Wounded Spirits in a Promised Land
  - Catégorie « Histoire » : Bernard Bailyn pour Voyagers to the West: A Passage in the Peopling of America on the Eve of the Revolution
  - Catégorie « Poésie » : Rita Dove pour Thomas and Beulah
  - Catégorie « Théâtre » : August Wilson pour Fences (Barrières)

## Finlande
- Prix Aleksis-Kivi : Sirkka Selja
- Prix Kalevi-Jäntti : Rosa Liksom pour Yhden yön pysäkki ja Unohdettu vartti
- Prix Eino-Leino : Helvi Hämäläinen
- Prix national de littérature : Bo Carpelan pour Axel, Antti Hyry pour Kertomus, Rosa Liksom pour Unohdettu vartti, Ilkka Pitkänen pour Varamies, Eeva Tikka pour Aurinkoratsastus, Pentti Saaritsa pour Patriarkan syksy
- Prix littéraire de la ville de Tampere : Eeva-Liisa Manner pour  Santakujan Othello, Hannu Salama pour Amos ja saarelaiset
- Prix Tollander : Georg Henrik von Wright
- Prix Rudolf-Koivu : Hannu Taina
- Prix Topelius : Jukka Parkkinen pour Kaupungin kaunein lyyli
- Prix Mikael-Agricola : Pentti Saaritsa
- Médaille Anni-Swan : non décerné
- Prix d'écriture Juhana-Heikki-Erkko : Maria Autio
- Prix Juhana-Heikki-Erkko : Sakari Issakainen pour Paratiisissa ei soi Paganini
- Médaille Kiitos kirjasta : Antti Hyry pour Kertomus
- Prix Arvid-Lydecken : Leena Laulajainen pour Loikkeliinin matka lumen maahan
- Prix Kaarle : Eeva Tikka
- Prix Pehr-Evind-Svinhufvud : Aale Tynni pour Vuodenajat
- Prix du grand club du livre finlandais : Helvi Hämäläinen
- Prix Pirkanmaan-Plättä : Anni Polva
- Prix Väinö Linna : non décerné
- Prix Pääskynen : Henry Granfors
- Prix Atorox : Kimmo Saneri pour Ollin oppivuodet Aapelin alkuasetelmat
- Prix Finlandia : Helvi Hämäläinen pour Sukupolveni unta
- Prix Pikku-Finlandia : Hanna Säntti
- Prix Lea : Jussi Parviainen pour Akka
- Prix Waltari : Raija Siekkinen
- Prix Tähtivaeltaja : Naisten planeetta par Joanna Russ
- Prix Runeberg : Kari Aronpuro pour Kirjaimet tulevat
- Prix Vuoden johtolanka : Pentti Kirstilä (fi) pour Sinivalkoiset jäähyväiset

## France
- Prix Goncourt : La Nuit sacrée de Tahar Ben Jelloun
- Prix Médicis : Les Éblouissements de Pierre Mertens
  - Prix Médicis étranger : Nocturne indien d'Antonio Tabucchi (Italie)
  - Prix Médicis essai : Le Soleil sur Aubiac de Georges Borgeaud
- Prix Femina : L'Égal de Dieu d'Alain Absire
  - Prix Femina étranger : Mouflets de Susan Minot
- Prix Renaudot : L'Enfant halluciné de René-Jean Clot
- Prix Interallié : Les Amants du paradis de Raoul Mille
- Prix de l'Académie française :
  - Grand prix de littérature de l'Académie française : Jacques Brosse
  - Grand prix du roman de l'Académie française : Le Harem de Frédérique Hébrard
  - Prix Alain-Fournier : Jean Lods pour Le Bleu des vitraux
- Grand prix littéraire de la Femme : Moi, Tituba sorcière... Noire de Salem de Maryse Condé
- Grand prix de la francophonie : Yoichi Maeda
- Grand prix scientifique Jeunesse de L'Argonaute : Galilée, le messager des étoiles de Jean-Pierre Maury
- Prix des libraires : La Fuite à Constantinople de Jacques Almira
- Prix France Culture : Regard blessé de Rabah Belamri
- Prix du Livre Inter : Qui se souvient des hommes... de Jean Raspail
- Prix des Deux Magots : La Bataille de Wagram de Gilles Lapouge
- Prix du Quai des Orfèvres : Le Mystère des petits lavoirs de Nicole Buffetaut
- Prix du Roman populiste : Gérard Mordillat pour À quoi pense Walter ?
- Prix littéraire de la Fondation de France : À la recherche de l’Égypte oubliée de Jean Vercoutter
- Prix mondial Cino-Del-Duca : Denis Parsons Burkitt
- Prix Terre de France : Patrick Chamoiseau pour Chronique des sept misères

## Italie
- Prix Strega : Stanislao Nievo, Le isole del paradiso (Mondadori)
- Prix Bagutta : Claudio Magris, Danubio, (Garzanti)
- Prix Campiello : Raffaele Nigro, I fuochi del Basento, (Camunia)
- Prix Malaparte : John le Carré
- Prix Napoli : Raffaele Nigro, I fuochi del Basento, (Camunia)
- Prix Viareggio : Mario Spinella, Lettera da Kupjansk

## Monaco
- Prix Prince-Pierre-de-Monaco : Yves Berger

## Royaume-Uni
- Prix Booker : Penelope Lively pour Moon Tiger (Serpent de lune)[4]
- Prix James Tait Black :
  - Fiction : George Mackay Brown pour The Golden Bird: Two Orkney Stories
  - Biographie : Ruth Dudley Edwards pour Victor Gollancz: A Biography
- Prix WH Smith : Elizabeth Jennings pour Collected Poems 1953-1985
- Prix John-Llewellyn-Rhys : The Passion de Jeanette Winterson
- Médaille Carnegie : Susan Price pour The Ghost Drum
- Prix Rose-Mary-Crawshay : 
  - Rosemary Cowler pour The Prose Works of Alexander Pope
  - Iona Opie pour The Singing Game
- Prix Somerset-Maugham : Janni Howker pour Isaac Campion, Andrew Motion pour The Lamberts